# Befreiung der Arbeit
Die Gruppe Befreiung der Arbeit (russisch Освобождение труда / Oswoboschdenije truda, wiss. Transliteration Osvoboždenie truda) war die erste russische marxistische Gruppe. Sie wurde 1883 in Genf in der Schweiz von Georgi Plechanow (1856–1918), Pawel Axelrod (1850–1928), Wera Sassulitsch (1849–1919) und Lew Deitsch (1855–1941) gegründet. Im Jahr 1892 trat Ljubow Axelrod (1868–1946) der Partei bei. Plechanow nimmt unter bedeutendsten Repräsentanten des russischen gesellschaftlichen Denkens des 19. Jahrhunderts einen hervorragenden Platz ein, der neben seinem Kampf gegen die Volkstümler (Narodniki) auch gegen das Bernsteinianertum und seine russischen Anhänger kämpfte. Er war ein Streiter gegen den philosophischen Idealismus. Sie übersetzen die Werke von Karl Marx und sorgen für deren Verbreitung im Russischen Reich. Sie führen einen historischen Rationalismus ein, der notwendigerweise durch eine kapitalistische Phase und einen Klassenkampf hindurch geht. Sie lehnten damit die russisch-populistischen Thesen der Narodniki ab, die sich auf die ländliche Besonderheiten Russlands stützen, wie der reduzierte Arbeiterklasse, die Bedeutung der Bauernschaft. Zwei Programme für ein sozialdemokratisches Russland wurden von Plechanow in den Jahren 1883 und 1885 verfasst und galten als Leitlinien der zukünftigen Sozialdemokratischen Arbeiterpartei Russlands. Die Gruppe vertrat Russland auf dem Pariser Kongress der Zweiten Internationale. Trotz der Anhängerschaft Plechanows in der Intelligenz gestattete ihm der fehlende direkte Kontakt zur russischen Arbeiterklasse keine führende Rolle. Beim 2. Parteitag der Sozialdemokratischen Arbeiterpartei Russlands im August 1903 erklärte die Gruppe ihre Auflösung. Lenin schrieb später über diese Gruppe, dass sie „die theoretischen Grundlagen für die sozialdemokratische Bewegung [legte] und den ersten Schritt in Richtung der Arbeiterbewegung in Russland machte“.